# Canossa
Canossa je zřícenina hradu v Apeninách, 18 km jižně od Reggio nell'Emilia (Itálie).

## Historie

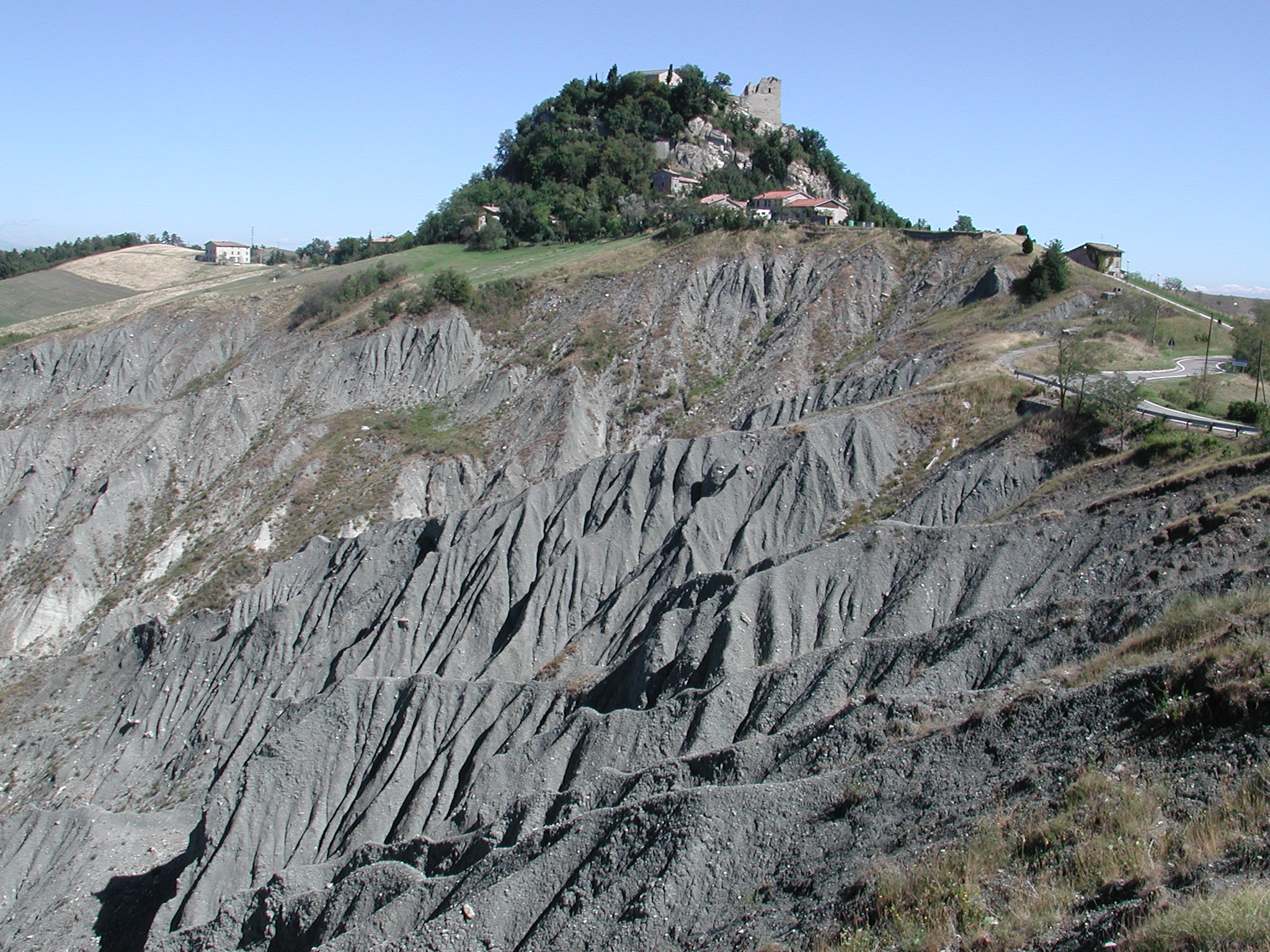
Pohled od lomu

### Středověk
Hrad roku 940 na vrcholu strmého kopce založil lombardský princ Adalberto Atto, syn Sigifreda z Luccy, jako svou rezidenci, a uvedl sem také dvanáct benediktinských mnichů, kteří se usadili při kostele svatého Apollonia. Po roce 1076 zde našla jako vdova azyl markraběnka Matylda Toskánská. Hrad jí a papeži posloužil jako místo diplomatické mise.
Sem přišel v lednu 1077 král Jindřich IV. Zbaven svým synem vlády, uprchl z vězení a kráčel pěšky v oděvu kajícníka na cestě do Canossy naproti papeži Řehoři VII., aby dosáhl zproštění církevní klatby.
V držení hradu se vystřídalo několik panských rodů. Poprvé jej dobyli roku 1265 páni z nedalekého Reggia, po nich roku 1321 Giberto da Corregio. Po pozdně gotické přestavbě paláce a strážní věže hrad vlastnili vévodové Estenští. Ercole I. d'Este zde roku 1503 jmenoval kastelánem dvorního básníka Lodovica Ariosta, který tu však vydržel jen tři měsíce.

### Novověk
Hrad sloužil svému účelu až do roku 1642. V letech 1557–1596 byl zdejším vlastníkem Ottavio Farnese, vévoda parmský. Po místní rebelii z období napoleonských válek, kdy se vzbouřenci pokusili ustavit republiku Reggio, získala hrad knížata rodu Rondinelli, ale fakticky zde nesídlila. Od konce 18. století je hrad ruinou; konsolidační práce pouze zabránily dalšímu chátrání. Roku 1878 získal italský stát ruinu od hraběte Valentiniho a vyhlásil ji národní památkou.
Archeologický průzkum zde proběhl počátkem padesátých let dvacátého století, kdy bylo také sanováno zdivo velké věže.

## Expozice
Na základech hradního paláce byla roku 2006 u příležitosti německé výstavy Canossa – otřes světa. Dějiny, umění a kultura počátků románské doby (konané v Paderbornu), zřízena stálá hradní expozice, v níž jsou vystaveny architektonické fragmenty z hradních staveb, kopie románské křtitelnice z nedochovaného chrámu, rekonstrukce románské podoby hradu, kopie románských oděvů, faksimile dobových listin, dokumentů a iluminovaných rukopisů. Dále je v obytné věži bohatá knihovna s ubytovnou pro badatele i pro turisty, vinotéka a další služby.